# NHL Amateur Draft 1968
L'NHL Amateur Draft 1968 è stato il 6º draft della National Hockey League. Si è tenuto il 13 giugno 1968 presso il Queen Elizabeth Hotel di Montréal.
Il sesto NHL Amateur Draft fu il primo a basare il criterio di selezione sull'ordine inverso della classifica al termine dell'ultima stagione di gioco. Tale norma rimase in uso a partire da allora senza subire modifiche sostanziali se non sulla distribuzione per division delle squadre: la classifica finale infatti fu considerata in base alle due division e non unendo le squadre in una classifica unica. La NHL scelse di privilegiare la West Division rispetto alla East Division, formata da molte delle Original Six. L'ultima squadra della West division poté scegliere per prima, seguita dall'ultima della East, a seguire la penultima della West, la penultima della East e via scorrendo. Per la prima volta fu negoziata la cessione di una scelta prima del draft: infatti gli Oakland Seals cedettero in uno scambio la prima scelta assoluta ai Montreal Canadiens. I Canadiens furono inoltre la prima ed unica squadra nella storia del Draft a poter effettuare le prime tre scelte assolute.
I Montreal Canadiens selezionarono il portiere Michel Plasse dai Drummondville Rangers, i Montreal Canadiens invece come seconda scelta puntarono sul centro Roger Belisle, proveniente dai Montreal North Beavers, mentre i Montreal Canadiens scelsero in terza posizione il difensore Jim Pritchard dei Winnipeg Jets. Fra i 24 giocatori selezionati 15 erano attaccanti, 6 erano difensori mentre 3 erano portieri. Dei giocatori scelti 10 giocarono in NHL, 2 vinsero la Stanley Cup e nessuno di essi entrò a far parte della Hockey Hall of Fame.

## Turni
|  | = NHL All-Star |

Legenda delle posizioni

A = Attaccante   AD = Ala destra   AS = Ala sinistra   C = Centro   D = Difensore   P = Portiere

### Primo giro
| #  | Giocatore            | Nazionalità | Squadra NHL                     | Squadra di provenienza        |
| -- | -------------------- | ----------- | ------------------------------- | ----------------------------- |
| 1  | Michel Plasse (P)    | Canada      | Montreal Canadiens (da Oakland) | Drummondville Rangers (QJHL)  |
| 2  | Roger Belisle (C)    | Canada      | Montreal Canadiens              | Montreal North Beavers (LHIQ) |
| 3  | Jim Pritchard (D)    | Canada      | Montreal Canadiens (da Oakland) | Winnipeg Monarchs (WCJHL)     |
| 4  | Garry Swain (C)      | Canada      | Pittsburgh Penguins             | Niagara Falls Flyers (OHA)    |
| 5  | Jim Benzelock (AD)   | Canada      | Minnesota North Stars           | Winnipeg Monarchs (WCJHL)     |
| 6  | Gary Edwards (P)     | Canada      | St. Louis Blues                 | Toronto Marlboros (OHA)       |
| 7  | Jim McInally (D)     | Canada      | Los Angeles Kings               | Hamilton Red Wings (OHA)      |
| 8  | Lew Morrison (AD)    | Canada      | Philadelphia Flyers             | Flin Flon Bombers (WCJHL)     |
| 9  | John Marks (AS)      | Canada      | Chicago Black Hawks             | ND Fighting Hawks (NCAA)      |
| 10 | Brad Selwood (D)     | Canada      | Toronto Maple Leafs             | Niagara Falls Flyers (OHA)    |
| 11 | Steve Andrascik (AD) | Canada      | Detroit Red Wings               | Flin Flon Bombers (WCJHL)     |
| 12 | Danny Schock (AS)    | Canada      | Boston Bruins                   | Estevan Bruins (WCJHL)        |

### Secondo giro
| #  | Giocatore          | Nazionalità | Squadra NHL           | Squadra di provenienza       |
| -- | ------------------ | ----------- | --------------------- | ---------------------------- |
| 13 | Doug Smith (C)     | Canada      | Oakland Seals         | Winnipeg Monarchs (WCJHL)    |
| 14 | Ron Snell (AD)     | Canada      | Pittsburgh Penguins   | Regina Pats (WCJHL)          |
| 15 | Marc Rioux (C)     | Canada      | Minnesota North Stars | Verdun Maple Leafs (QJHL)    |
| 16 | Curt Bennett (C)   | Stati Uniti | St. Louis Blues       | Brown Bears (NCAA)           |
| 17 | Herb Boxer (AD)    | Stati Uniti | Detroit Red Wings     | Michigan Tech Huskies (NCAA) |
| 18 | Fraser Rice (C)    | Canada      | Boston Bruins         | Halifax Colonels (MVJHL)     |
| 19 | Bruce Buchanan (D) | Canada      | New York Rangers      | Weyburn Red Wings (WCJHL)    |

### Terzo giro
| #  | Giocatore          | Nazionalità | Squadra NHL           | Squadra di provenienza       |
| -- | ------------------ | ----------- | --------------------- | ---------------------------- |
| 20 | Jim Trewin (D)     | Canada      | Oakland Seals         | Flin Flon Bombers (WCJHL)    |
| 21 | Dave Simpson (D)   | Canada      | Pittsburgh Penguins   | Port Arthur Marrs (TBJHL)    |
| 22 | Glen Lindsay (P)   | Canada      | Minnesota North Stars | Saskatoon Blades (WCJHL)     |
| 23 | Don Grierson (AD)  | Canada      | Montreal Canadiens    | North Bay Trappers (NOJHL)   |
| 24 | Brian St. John (C) | Canada      | Boston Bruins         | Toronto Varsity Blues (CIAU) |